# Шейд, Эузебиу Оскар
Эузебиу Оскар Шейд (порт. Eusébio Oscar Scheid; 8 декабря 1932, Лузерна, Бразилия — 13 января 2021, Жакареи, Бразилия) — бразильский кардинал. Первый епископ Сан-Жозе-дус-Кампуса с 11 февраля 1981 по 23 января 1991. Архиепископ Флорианополиса с 23 января 1991 по 25 июля 2001. Архиепископ Сан-Себастьян-до-Рио-де-Жанейро с 25 июля 2001 по 19 апреля 2009. Ординарий Бразилии для верных восточного обряда с 3 октября 2001 по 28 июля 2010. Кардинал-священник с титулом церкви Святых Вонифатия и Алексия с 21 октября 2003.